# Навколо світу за 80 скарбами
«Навколо світу за 80 скарбами» (англ. Around the World in 80 Treasures) — документальний телесеріал BBC. Історик Ден Крікшенк, мандруючи світом, намагається розгадати таємниці витворів мистецтва і архітектури — від наскельних малюнків до статуї Свободи.

## Серія 1: Від Перу до Бразилії
| № | Область                  | Скарб                   | Короткий опис | Зображення          | Координати                                                                      |
| - | ------------------------ | ----------------------- | --- | ------------------- | ------------------------------------------------------------------------------- |
| 1 | Анди, Перу               | Мачу-Пікчу              | Всесвітньо відоме місто Імперії інків, знайдене в 1911 році | Machu Pichu         | 13°09′47.88″ пд. ш. 72°32′45.78″ зх. д. / 13.1633000° пд. ш. 72.5460500° зх. д. |
| 2 | Анди, Перу               | Соляні копальні інків   | Солеварні, споруджені інками в XV столітті на стінах гірської ущелини. В результаті випаровування на сонці на стінах численних водойм відкладєтся сіль.        | Maras               | 13°18′01.24″ пд. ш. 72°09′18.05″ зх. д. / 13.3003444° пд. ш. 72.1550139° зх. д. |
| 3 | Наска, Перу              | Лінії Наска             | Понад 300 геометричних малюнків і зображень тварин, видимих тільки з висоти. Датуються III—VI ст. н. е., до наших днів збереглися завдяки посушливому клімату. | Nazca Lines         | 14°43′20.15″ пд. ш. 75°09′34.20″ зх. д. / 14.7222639° пд. ш. 75.1595000° зх. д. |
| 4 | Ламбайєке, Перу          | Павучі мережі Сіпану    | Намиста цивілізації моче із зображеннями бога-павука, знайдені в захороненні володаря Сіпану, датовані I—II ст. н. е.                                          | Lord of Sipán       |                                                                                 |
| 5 | Трухільйо, Перу          | Чан-Чан                 | Найбільше із збережених міст, побудованих з необпаленої глини; засновано в XIV ст. н. е. цивілізацією чіму.                                                    | Chan Chan           | 8°06′38.73″ пд. ш. 79°04′29.22″ зх. д. / 8.1107583° пд. ш. 79.0747833° зх. д.   |
| 6 | Острів Пасхи             | Моаї                    | Велетенські кам'яні статуї (деякі з них монолітні) у вигляді людської голови, імовірно встановлені полінезійцями понад 1000 років тому.                        | The Moai            |                                                                                 |
| 7 | Куяба, Бразилія          | Головні убори Умахара   | Яскраві головні убори, виготовлені з людського волосся і різноманітного пір'я, символ Амазонії.                                                                | Rikbaktsa           |                                                                                 |
| 8 | Ріо-де-Жанейро, Бразилія | Статуя Христа Спасителя | 38-метрова статуя Ісуса Христа, найвища у світі статуя у стилі Art Deco.                                                                                       | Christ the Redeemer | 22°57′5.49″ пд. ш. 43°12′38.34″ зх. д. / 22.9515250° пд. ш. 43.2106500° зх. д.  |

## Серія 2: Від Мексики до Америки
| #  | Область                                    | Скарб                       | Короткий опис | Зображення                      | Координати                                                                      |
| -- | ------------------------------------------ | --------------------------- | --- | ------------------------------- | ------------------------------------------------------------------------------- |
| 9  | Південна Мексика                           | Паленке                     | Найбільше місто мая, побудовано в VII ст. до н. е., демонструє архітектуру племені, його уміння в галузі скульптури і ліпних рельєфів.                                                                                     | Palenque palace                 | 17°28′59.84″ пн. ш. 92°02′58.53″ зх. д. / 17.4832889° пн. ш. 92.0495917° зх. д. |
| 10 | Толлан Тула, Мексика                       | Титани Тула                 | Кам'яні колони, виготовлені в X ст. н. е. плем'ям тольтеків. Виконані у вигляді скульптур воїнів, що охороняють скульптуру бога тольтеків. Воїни одягнені у головні убори з пір'я і озброєні списами і луками із стрілами. | Giants of Tula                  |                                                                                 |
| 11 | Мехіко, Мексика                            | Людина, керуюча всесвітом   | Картина, написана Дієго Ріверою на замовлення Нельсона Рокфеллера и що втілює боротьбу між капіталізмом і комунізмом. | Man, Controller of the Universe |                                                                                 |
| 12 | Кортез, штат Колорадо, США                 | Револьвер «кольт» 1851 року | Шестизарядний револьвер масового виробництва, що використовувався під час громадянської війни у США і згодом при підкоренні Дикого Заходу под лозунгом «Manifest Destiny».                                                 | Colt 1851 Navy Revolver         |                                                                                 |
| 13 | Каньйони Скелястих гір, штат Колорадо, США | Меса-Верде                  | Невеличке скельне місто, побудоване якимсь загадковим народом у XI ст. н. е. | Mesa Verde National Park        |                                                                                 |
| 14 | Шарлоттсвілл, штат Вірджинія, США          | Монтічелло                  | Садиба, побужована наприкінці XVIII ст. Томасом Джефферсоном, символ американської незалежності. | Monticello                      | 38°00′32″ пн. ш. 78°27′11″ зх. д. / 38.00889° пн. ш. 78.45306° зх. д.           |
| 15 | Нью-Йорк, штат Нью-Йорк, США               | Статуя Свободи              | 46-метрова статуя, подарована Францією США на честь сторічного ювілею Декларації незалежності. | Statue of Liberty               | 40°41′21.51″ пн. ш. 74°02′40.36″ зх. д. / 40.6893083° пн. ш. 74.0445444° зх. д. |
| 16 | Мангеттен, штат Нью-Йорк, США              | Хмарочос Сігрем-білдинг     | Перший у світі офісний хмарочос, побудований в середині 50-х років XX ст., еталон простоти і функціональності. | Seagram Building                |                                                                                 |

## Серія 3: Від Австралії до Кампучії
| #  | Область                                        | Скарб                               | Короткий опис | Зображення                                         | Координати |
| -- | ---------------------------------------------- | ----------------------------------- | --- | -------------------------------------------------- | ---------- |
| 17 | Сідней, Австралія                              | Церква Святого Джеймса              | Церква у пізньому класичному стилі; побудовано в 1819 р. англійським в'язнем Френсісом Грінуеєм. Її поява ознаменувала перетворення Сіднея з міста злочинців на столицю.                                                                                       | St. James Church                                   |            |
| 18 | Національний парк Какаду, на півночі Австралії | Наскельний живопис                  | Декілька сотень картин, деякі з яких накладаються одна на одну. Більшу частину створено біля 20-30 тис. років тому. | Rock painting at Ubirr in the Kakadu National Park |            |
| 19 | Тораджаланд, Індонезія                         | Будинки духів                       | Незвичайні будинки на палях з дахами у вигляді човна, символізуючі життя людини у загробному світі. Прикрашені зображеннями півнів і рогами буйволів, приношуваних у жертву під час поховання. Місце, через яке повинен пройти кожен вмираючий член племені.   | Toraja house.                                      |            |
| 20 | Тораджаланд, Індонезія                         | Місто мертвих Тау Тау               | Дерев'яні фігури із зображенням покійних членів племені; встановлюються поряд із похованням, на поверхні скелі. Через них живі спілкуться з душами померлих.                                                                                                   | Toraja burial site.                                |            |
| 21 | Ява, Індонезія                                 | Боробудур                           | Найбільша серед стародавніх пам'яток південної півкулі, найкрупніший буддійський храмовий комплекс у світі. Втілює шлях буддиста до досягнення нірвани. | Borobudur Stupa                                    |            |
| 22 | Аюттхая, Таїланд                               | Золотий слон                        | Витончена золота статуетка у вигляді слона, прикрашена коштовними каменями. Виготовлена у 1420 р. на згадку про двох братів, синах могутнього царя, чиє суперництво у боротьбі за владу закінчилося дуеллю на слонах, в результаті якої обидва брати загинули. | Wat Ratchaburana                                   |            |
| 23 | Сіемреап, Камбоджа                             | Ангкор-Ват                          | Храмовий комплекс, присвячений головному богу індуїзма, Вішну. Побудовано в середині XII ст., за часів короля імперії кхмерів Сур'явармана II, що вирішив відтворити у камені картини небесного життя.                                                         | Angkor Wat                                         |            |
| 24 | Ангкор, Камбоджа                               | Ангкор Тхом, кам'яні обличчя Байона | Місто Ангкхор Тхом — пам'ятник військовому тріумфу його засновника Джаявармана VII. У центральній частині міста розташований буддійський храм Байон, усі стіни і колони якого складено із плит з викарбованими людськими обличчями.                            | Stone face of Bayon                                |            |

## Серія 4: Від Японії до Китая
| #  | Область         | Скарб                       | Короткий опис | Зображення                                              | Координати |
| -- | --------------- | --------------------------- | --- | ------------------------------------------------------- | ---------- |
| 25 | Токіо, Японія   | Катана/Самурайський меч     | N/A | 16th or 17th century katana                             |            |
| 26 | Хімедзі, Японія | Замок Хімедзі               | Зведення замку біля підніжжя гори Хіме почалося в середині XIV століття (період Муроматі). «Назву він дістав за особливу загостреність форм і елегантність, що нагадує прекрасного білосніжного птаха». Один з прадавніх замків Японії, що збереглися. У замковий комплекс входить 83 будівлі, практично усі вони побудовані з дерева. | Himeji Castel                                           |            |
| 27 | Кіото, Японія   | Монастир Рьоан у стилі Дзен | Монастир Рьоан було побудовано Хосокавой Кацумото у 1450 р. Покровителями храму були Тоетомі Хідейсі і Токугава Іеясу. Назва храма означає «храм відпочиваючого дракона». | Garden of Ryōan-ji                                      |            |
| 28 | Пекін, Китай    | Заборонене місто            | Заборонене місто є найбільшим палацом у світі. Загальна площа — 720 тис. м2; дворцовий комплекс налічує 8707 кімнат (за легендою — 9999). | Forbidden City                                          |            |
| 29 | Пекін, Китай    | Літній парковий палац       | Літня резиденція імператорів Цінської династії в околицях Пекіна. Парк з більш ніж 3000 будівель занесено ЮНЕСКО до списку всесвітнього надбання людства. | The Summer Palace                                       |            |
| 30 | Китай           | Великий китайський мур      | Фортечний мур у Північному Китаї, грандіозний пам'ятник зодчості Стародавнього Китаю. Перші ділянки збудовано в IV—III ст. до н. е. Після об'єднання Китаю (221 р. до н. е.) імператор Цінь Ші-гуанді наказав спорудити суцільний мур, щоб прикрити північно-західні кордони імперії від навали кочових народів.                       | Great Wall of China                                     |            |
| 31 | Сіань, Китай    | Теракотова армія            | Це захоронення щонайменше 8099 повнорозмірних теракотових статуй китайських воїнів і їхніх коней, віднайдене в 1974 році поруч з гробницею китайського імператора Цінь Ши Хуан-ді | Terracotta Army                                         |            |
| 32 | Шанхай, Китай   | Порцеляна династії Мін      | Династія Мін (1368—1644 рр. н. е.) | Underglaze blue statue of man, Ming Dynasty, Jingdezhen |            |

## Серія 5: Від Індії до Шрі-Ланки
| #  | Область                | Скарб                                  | Короткий опис | Зображення                | Координати |
| -- | ---------------------- | -------------------------------------- | --- | ------------------------- | ---------- |
| 33 | Колката, Індія         | Богиня Дурга                           | Богиня-воїтельниця, що воювала з демонами, захисниця богів і світового порядку. | Durga                     |            |
| 34 | Шрі-Ланка              | Сігірія                                | Сігірія (що означає «левова скеля») — скельне плато, що здіймається на 370 м н.р.м. і близько 170 м над оточуючою рівниною у самому центрі острова Шрі-Ланка. З 1982 р. Сігірія перебуває під охороною ЮНЕСКО як пам'ятник Всесвітньої спадщини. | Sigiriya                  |            |
| 35 | Полоннарува, Шрі-Ланка | Велетенська статуя Будду в Полоннарува | N/A | Giant Buddha              |            |
| 36 | Канді, Шрі-Ланка       | Зуб Будди                              | Цьому зубу здавна приписувалася чарівна сила: той, хто володів ним, мав і усю повноту влади. Тому зуб Будди став власністю королівської династії. Приблизно у 540 р. до н. е. Будду, що помер, кремували і з вогнища дістали чотири зуби, які розвезли по всьому світу. | Inside the temple         |            |
| 37 | Кочі, Індія            | Спеції Кочі                            | N/A | Indian spices             |            |
| 38 | Мадурай, Індія         | Храм Мінакші                           | Індуїстський храм у місті Мадурай на території індійського штату Тамілнад. Названо на честь тригрудої богині Мінакші, одної з дружин бога Шіви. Храм Мінакші знаходиться у самому центрі міста, і тут проходять численні свята і ритуали для жителів міста. Храм має 258 м завширшки і 223 м у довжину. Висота — 51,9 м.                                                      | Meenakshi temple          |            |
| 39 | Джайпур, Індія         | Джантар-Мантар                         | Обсерваторія, побудована в 1727—1734 рр. раджпутським махараджею Савай Джай Сінгхом в заснованому їм незадовго до цього місті Джайпурі. Це найбільша і єдина збережена з п'яти обсерваторій, побудованих їм в Індії. Інструменти для вимірів відрізнялися колосальними габаритами. Так, сонячний годинник Джантар-Мантара вважається найбільшим у світі (27 м в поперечнику). | Jantar Mantar observatory |            |
| 40 | Агра, Індія            | Тадж Махал                             | Мавзолей-мечеть, що знаходиться в Агрі, Індія, на березі ріки Джамна (архітектори, ймовірно, Устад-Іса та ін.). Побудований за наказом нащадка Тамерлана — імператора Великих Моголів Шах-Джахана на згадку про дружину Мумтаз-Махал, померлої при пологах (пізніше тут був похований і сам Шах-Джахан).                                                                      | Taj Mahal                 |            |

## Серія 6: Від Узбекистану до Сирії
| #  | Область                 | Скарб                       | Короткий опис | Зображення                               | Координати |
| -- | ----------------------- | --------------------------- | --- | ---------------------------------------- | ---------- |
| 41 | Самарканд, Узбекистан   | Мавзолей Гур Емір           | Тут лежить один з найвідоміших завойовників нашого світу — Тамерлан. І його онук — один з найвідоміших покровителів науки — Улугбек. | Gur-e Amir                               |            |
| 42 | Бухара, Узбекистан      | Торгові ряди Бухари         | Побудовано ці купола — великі замкнені торгові пассажі — було, головним чином, у XVI столітті. | Trading dome, Bukhara                    |            |
| 43 | Баку, Азербайджан       | Храм Вогню в Баку           | «Атешгях» означає «Дім Вогню», «Місце Вогню». Територія храму відома таким унікальним природним феноменом, як палаючі виходи природного газу (газ, вириваючись назовні, стикається із киснем і спалахує).                                    | Fire temple                              |            |
| 44 | Ісфахан, Іран           | Мечеть Імама на площі Імама | Мечеть Шаха — Найбільша мечеть Ісфахана, розташована з південного боку Площі Імама. | Interior of Naghsh-i Jahan Square mosque |            |
| 45 | Шираз, Іран             | Перські килими              | N/A | Persian rug                              |            |
| 46 | Керманшах (остан), Іран | Бехістунський напис         | Тримовний (давньоперський, еламський та вавилонський) клинописний текст на скелі Бехістун (Бісутун), на південний захід від Екбатану між Керманшахом і Хамаданом в Ірані, вирубаний за наказом царя Дарія I, щодо подій 523—521 рр. до н. е. | Behistun Inscription                     |            |
| 47 | Іран                    | Персеполь                   | Руїни стародавньої столиці Персії | Persepolis                               |            |
| 48 | Дамаск, Сирія           | Ринкові вулиці Ель-Хоміді   | Ринок у стародавньому кварталі міста Дамаска. | Suq al-Hamidiya (2010)                   |            |

## Серія 7: Від Йорданії до Ефіопії
| #  | Область             | Скарб                       | Короткий опис | Зображення                       | Координати |
| -- | ------------------- | --------------------------- | --- | -------------------------------- | ---------- |
| 49 | Йорданія            | Петра                       | Місто, загублене серед скель | Treasurey of Petra               |            |
| 50 | Мадаба, Йорданія    | Мозаїчне панно Святої Землі | Мозаїчна карта-панно на підлозі православної Георгіївської церкви в місті Мадаба | Madaba Map                       |            |
| 51 | Єрусалим, Ізраїль   | Храмова гора                | Гора у південно-східній частині Старого міста Єрусалима, священне місце для юдаїзму та ісламу. Нині має вигляд обнесеної високими мурами прямокутної площі, що височіє над іншими частинами Старого міста, де розташовуються мусульманські святині — Аль-Акса (далека мечеть) і Куббат ас-Сахра (звана також Купол Скелі, або «Купол над Скелею»), побудовані Абд Аль-Маліком в 691 році. | Dome of the Rock in Temple Mount |            |
| 52 | Аксум, Ефіопія      | Стелли Аксуму               | Збереглися більше 200 грандіозних базальтових стел (створені не пізніше IV ст. н. е.), висота найбільшої — 33 м. Це висота 14-поверхового будинку, хоча нині вона повалена на землю, а ось висота найбільшого обеліска, що стоїть, складає 21 м. | Axum Obelisk, Ethiopia           |            |
| 53 | Дебре-Дамо, Ефіопія | Диво Марії                  | N/A | Debre Damo Church, Ethiopia      |            |
| 54 | Лалібела, Ефіопія   | Скельні церкви Лалібели     | N/A | Lalibela Church, Ethiopia        |            |
| 55 | Лалібела, Ефіопія   | Хрест Лалібели              | N/A | Lalibela Cross, Ethiopia         |            |

## Серія 8: Від Малі до Єгипта
| #  | Область              | Скарб                      | Короткий опис | Зображення                                                           | Координати |
| -- | -------------------- | -------------------------- | --- | -------------------------------------------------------------------- | ---------- |
| 56 | Дженне, Малі         | Велика мечеть Дженне       | Джене — глиняне місто. | Great Mosque of Djenné                                               |            |
| 57 | Сангха, Малі         | Наскельний живопис Догонів | N/A | Circumcision Cave Painting                                           |            |
| 58 | Сангха, Малі         | Маски Догонів              | N/A | Dogon wood sculpture, probably an ancestor figure, 17th-18th century |            |
| 59 | Триполі, Лівія       | Лептіс-Магна               | Стародавнє місто в області Сиртика (пізніше називалася область Триполітанія) на території сучасної Лівії. Досягло розквіту в часи Римської імперії. Його руїни знаходяться на узбережжі Середземного моря в 130 км на схід від Триполі в місці Аль-Хумс. Завдяки своєму плануванню місто дістало назву «Рим в Африці». Імовірно місто було засноване близько 1100 року до н. е. | Arch in Leptis Magna                                                 |            |
| 60 | Каср Аль-Хадж, Лівія | Сховище берберів           | Зерносховище побудовано з підручних матеріалів — каміння, гіпсу й глини. Фортецю звели для зберігання найцінніших скарбів мешканців. Тут зберігалося не лише зерно, але й оливки, вино та фіги. Кожне з своєрідних вікон — індивідуальне сховище продуктів для кожної сім'ї. Такі сейфи ретельно охороняли. Стіни цього сховища неймовірно товсті. Саме для цього робили спеціальні вентиляційні отвори. | Gasr Al-Hājj                                                         |            |
| 61 | Єгипет               | Єгипетські піраміди        | Найвеличніші архітектурні пам'ятники Стародавнього Єгипту, серед яких одно з «семи чудес світу» — піраміда Хеопса і почесний кандидат у «Нові сім чудес світу» — Піраміди Гізи. | Great Pyramid of Giza                                                |            |
| 62 | Каїр, Єгипет         | Маска Тутанхамона          | Одним з найвидатніших пам'ятників єгипетського мистецтва XVIII династії по праву можна вважати золоту масивну маску мумії Тутанхамона. Вона зображує молодого царя в смугастому головному уборі, увінчаному зображенням голови шуліки й змії. На груди спускається багате намисто з головами соколів на плечах. Поглиблення, виконані в золоті при створенні маски, заповнені кольоровою смальтою — темно-синьою, бірюзовою й червоною, під яшму. Особливо виразні очі з чорною зіницею, обведені темно-синім контуром. Біля голови правого сокола, що вінчає намисто, поміщений напис, у вертикальних рядках, що містить текст 151-ї глави «Книги мертвих», переходить на спину маски. | Tutankhamun's mask                                                   |            |
| 63 | Луксор, Єгипет       | Могила цариці Нефертарі    | Нефертарі Мері-ен-мут (Нефертарі означает 'Чудова супутниця' і Мерітенмут — 'Кохана [богині] Мут') — перша дружина Рамсеса II, вважалася головною царицею вже на першому році самостійного правління фараона. | Painting of Nefertari in the tomb                                    |            |
| 64 | Едфу, Єгипет         | Храм в Едфу                | Храм Гора в Єдфу (також відомий як Храм Едфу) вважають найбільш збереженим культовим храмом в Єгипте. Частково тому, що він був побудований пізніше усіх храмів: в епоху Птолемеїв з 237 по 57 рр. до н. е. | Edfu temple                                                          |            |

## Серія 9: Від Туреччини до Німеччини
| #  | Область                   | Скарб                     | Короткий опис | Зображення                        | Координати |
| -- | ------------------------- | ------------------------- | --- | --------------------------------- | ---------- |
| 65 | Каппадокія, Туреччина     | Підземне місто Дерінкую   | Імовірно, воно було побудоване в VI-Х століттях. Підземне місто розташоване на восьми рівнях і займає площу 1500 м² і глибиною до 85 м. Спочатку, місто використовувалося як притулок для місцевих мешканців, які дуже часто страждало від вторгнень іноземців. Місто було віднайдено в 1963 році в Каппадокії (Туреччина), лише частково досліджене і відкрите для туристів в 1965 році. | Rock architecture of Cappadocia   |            |
| 66 | Стамбул, Туреччина        | Софійський собор          | В 532 році імператор Юстиніан I наказав побудувати найбільший храм у світі, пізніше перетворений на мечеть, а з 1934 року, за наказом Ататюрка — на музей. | Hagia Sophia                      |            |
| 67 | Москва, Росія             | Московське метро          | N/A | Kievskaya station                 |            |
| 68 | Соловецькі острови, Росія | Соловецький монастир      | N/A | Solovetsky Monastery              |            |
| 69 | Санкт-Петербург, Росія    | Літній палац Петра I      | N/A | House of Peter the Great          |            |
| 70 | Величка, Польща           | Величка (соляна копальня) | N/A | Chapel in the Wieliczka salt mine |            |
| 71 | Берлін, Німеччина         | Фольксваген Жук           | перший народний німецький автомобіль, створений за особистим наказом Гітлера | Volkswagen Beetle                 |            |
| 72 | Дессау-Рослау, Німеччина  | Стілець Брно в Баухаузі   | N/A | a Brno Chair                      |            |

## Серія 10: Від Боснії до Франції
| #  | Область                      | Скарб            | Короткий опис         | Зображення            | Координати |
| -- | ---------------------------- | ---------------- | --------------------- | --------------------- | ---------- |
| 73 | Мостар, Боснія і Герцеговина | Старий міст      | N/A                   | Stari most            |            |
| 74 | Афіни, Греція                | Парфенон         | N/A                   | Parthenon             |            |
| 75 | Рим, Італія                  | Пантеон          | N/A                   | Pantheon              |            |
| 76 | Флоренція, Італія            | Каплиця Медичі   | N/A                   |                       |            |
| 77 | Венеція, Італія              | Гранд-канал      | N/A                   | Grand Canal of Venice |            |
| 78 | Мадрид, Іспанія              | Герніка          | Картина Пабло Пікассо | Guernica by Picasso   |            |
| 79 | Гранада, Іспанія             | Альгамбра        | N/A                   | Court of the Lions    |            |
| 80 | Шартр, Франція               | Шартрський собор | N/A                   | Cathedral of Chartres |            |

## Ресурси Інтернету
- Around the World in 80 Treasures на сайті IMDb (англ.)
- Список серий [Архівовано 2 липня 2006 у Wayback Machine.] на Radio Times